# Campylium creperum
Campylium creperum är en bladmossart som beskrevs av Brotherus 1908. Campylium creperum ingår i släktet spärrmossor, och familjen Amblystegiaceae. Inga underarter finns listade i Catalogue of Life.